# Кунжек
Кунжек — река в России, протекает в Кильмезском районе Кировской области. Устье реки находится в 10 км по левому берегу реки Валы. Длина реки составляет 15 км, площадь водосборного бассейна 64,1 км².
Исток реки к северу от деревни Дамаскино (центра Дамаскинского сельского поселения). Течёт на северо-восток, на реке стоит село Вихарево (центр Вихаревского сельского поселения) и деревни этого поселения Кунжек и Силкино. Впадает в Валу, которая на этом участке образует границу с Удмуртией севернее деревни Вихарево.

## Данные водного реестра
По данным государственного водного реестра России относится к Камскому бассейновому округу, водохозяйственный участок реки — Вятка от водомерного поста посёлка городского типа Аркуль до города Вятские Поляны, речной подбассейн реки — Вятка. Речной бассейн реки — Кама.
Код объекта в государственном водном реестре — 10010300512111100039658.